# Jyppyrä (kulle)
Jyppyrä är en kulle i Finland. Den ligger i Enontekis i landskapet Lappland, i den norra delen av landet, 900 km norr om huvudstaden Helsingfors. Toppen på Jyppyrä är 402 meter över havet. Jyppyrä ligger vid sjön Ounasjärvi.
Terrängen runt Jyppyrä är platt åt nordväst, men åt sydost är den kuperad.  Trakten runt Jyppyrä är nära nog obefolkad, med mindre än två invånare per kvadratkilometer. Närmaste större samhälle är Enontekis, 2,2 km sydväst om Jyppyrä. 